# Dysstroma bifasciata
Dysstroma bifasciata är en fjärilsart som beskrevs av Diószeghy 1935. Dysstroma bifasciata ingår i släktet Dysstroma och familjen mätare. Inga underarter finns listade i Catalogue of Life.